# 14 dicembre
Il 14 dicembre è il 348º giorno del calendario gregoriano (il 349º negli anni bisestili). Mancano 17 giorni alla fine dell'anno.

## Eventi
- 867 – Adriano II è eletto papa
- 872 – Giovanni VIII diventa papa

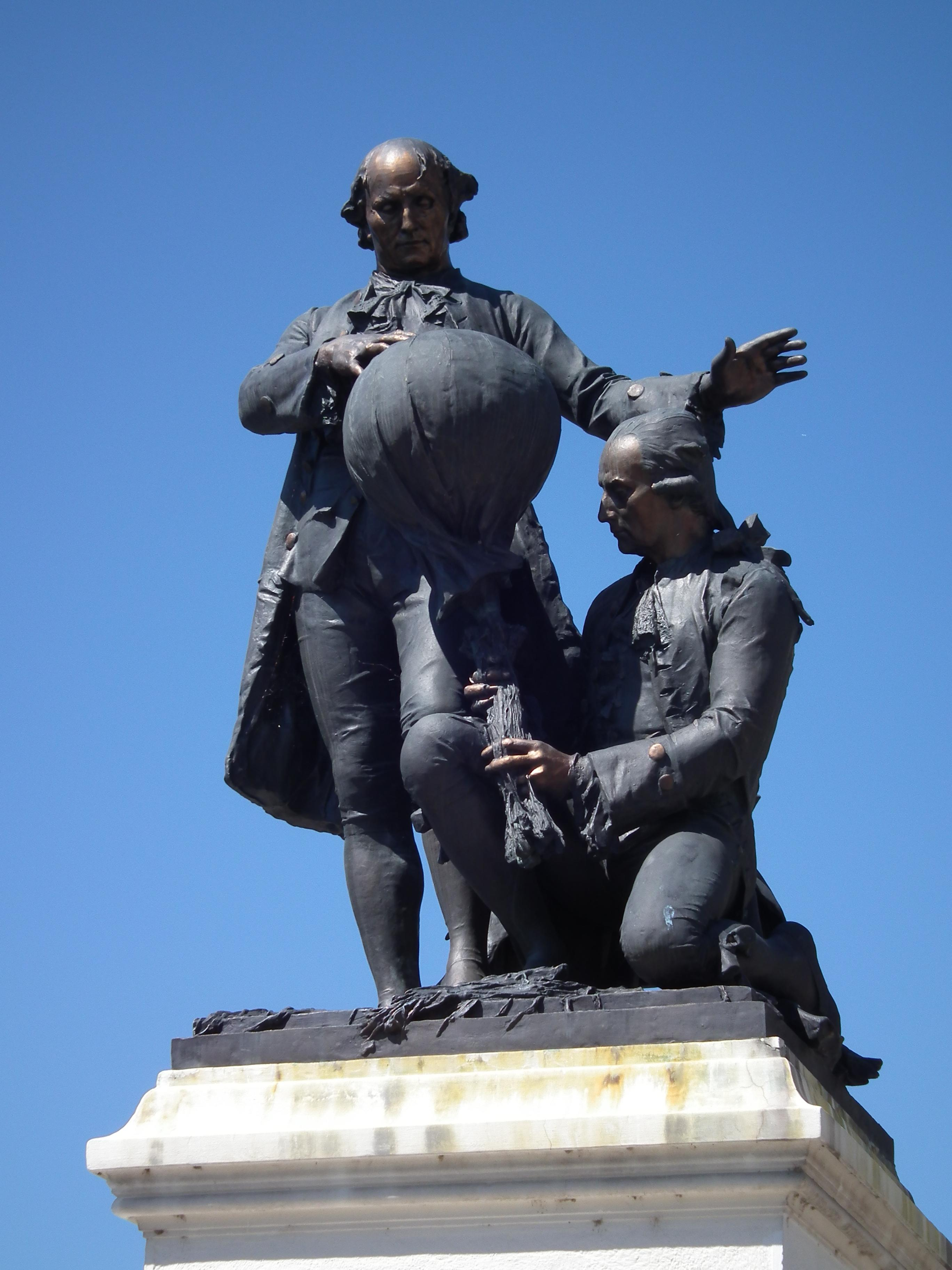
i fratelli Montgolfier

- 1287 – Negli odierni Paesi Bassi crolla la diga Zuider Zee, causando la morte di oltre 50 000 persone
- 1742 – Papa Benedetto XIV pubblica la lettera enciclica Cum Illud Semper sulla scelta dei parroci e sui ricorsi dei preti esclusi
- 1782 – Ad Annonay, in Francia, i fratelli Montgolfier effettuano il primo volo con il prototipo di mongolfiera
- 1819 – L'Alabama diventa il 22º Stato degli Stati Uniti d'America
- 1825 – Insurrezione decabrista in Russia
- 1856 – Viene aperto il Casinò di Monte Carlo
- 1877 – La Serbia si allea con la Russia nella guerra contro la Turchia
- 1900 – Max Planck pubblica i suoi studi sulla teoria quantistica
- 1902 – Posa del primo cavo telegrafico attraverso l'Oceano Pacifico
- 1911 – I componenti della spedizione capitanata da Roald Amundsen, esploratore norvegese, sono i primi uomini a raggiungere il Polo sud
- 1913 – Creta viene annessa alla Grecia
- 1927 – L'Iraq ottiene l'indipendenza dalla Gran Bretagna
- 1934 – Debutto del musical Babes in Toyland, con la partecipazione di Stan Laurel e Oliver Hardy
- 1935 – Guerra d'Etiopia: le truppe dei Ras Cassa, Sejum e Immirù iniziano l'Offensiva etiope di Natale.
- 1939 – Guerra d'inverno: l'Unione Sovietica viene esclusa dalla Società delle Nazioni per aver attaccato la Finlandia
- 1941
  - Seconda guerra mondiale: il Giappone firma un trattato di alleanza con la Thailandia
  - Seconda guerra mondiale: i soldati dell'United States Marine Corps offrono una strenua difesa ai soldati giapponesi sull'Isola di Wake
- 1942 – Seconda guerra mondiale: in Nordafrica le truppe tedesche comandate da Erwin Rommel sono costrette a ritirarsi da El-Agheila
- 1944 – Seconda guerra mondiale: attacchi aerei alleati sopra Yangon e Bangkok
- 1946 – L'Assemblea generale delle Nazioni Unite vota di stabilire il proprio quartier generale a New York
- 1948 – Golpe contro il generale Salvador Castaneda Castro in El Salvador
- 1955 – Sulla base di un progetto del Canada, l'Italia entra a far parte delle Nazioni Unite
- 1960 – A Parigi viene creata l'Organizzazione per la cooperazione e lo sviluppo (OCDE)
- 1981 – Israele si annette l'altipiano del Golan
- 1989 – In Cile si tengono le prime elezioni democratiche dopo 16 anni
- 1995 – Gli Accordi di Dayton per la pace in Bosnia vengono firmati a Parigi tra il presidente bosniaco Alija Izetbegović, il presidente serbo Slobodan Milošević e il presidente croato Franjo Tuđman
- 1999 – Il Venezuela emana la nuova costituzione
- 2001 – Papa Giovanni Paolo II indice per i cattolici un giorno di digiuno e preghiera per la pace, in coincidenza con la fine del Ramadan musulmano
- 2003
  - A Venezia riapre il Gran Teatro La Fenice
  - Al termine dell'Operazione Red Dawn Saddam Hussein viene catturato dagli americani. L'esame del DNA conferma l'identità del prigioniero

- 2012 – Massacro alla Sandy Hook Elementary School

## Nati
Ci sono circa 1 040 voci su persone nate il 14 dicembre; vedi la pagina Nati il 14 dicembre per un elenco descrittivo o la categoria Nati il 14 dicembre per un indice alfabetico.

## Morti
Ci sono circa 550 voci su persone morte il 14 dicembre; vedi la pagina Morti il 14 dicembre per un elenco descrittivo o la categoria Morti il 14 dicembre per un indice alfabetico.

## Feste e ricorrenze

### Religiose
Cristianesimo:
- San Giovanni della Croce, mistico, carmelitano e dottore della Chiesa
- Sant'Agnello di Napoli, abate
- Santi Ares, Promo ed Elia, martiri
- Santa Droside di Antiochia, martire
- Santi Erone, Atéo, Isidoro e Dioscoro, martiri
- San Folcuino di Therouanne, vescovo
- San Matroniano, eremita
- San Nicasio di Reims, vescovo
- San Nimatullah Youssef Kassab Al-Hardini, religioso maronita
- San Pompeo di Pavia, vescovo
- Santi Tirso, Leucio, Callinico e compagni, martiri di Apollonia
- San Venanzio Fortunato, vescovo
- Beato Bonaventura Bonaccorsi da Pistoia, servo di Maria
- Beata Francesca Schervier, fondatrice delle Suore dei poveri di San Francesco
- Beato Giovanni Descalzo (Discalceatus), religioso
- Beato Guglielmo de Rovira, mercedario
- Beata Giovanna Lambertini, monaca

Religione romana antica e moderna:
- Ludi Lancionici, terzo giorno